# Fengmen (sockenhuvudort i Kina, Zhejiang Sheng, lat 27,70, long 119,86)
Fengmen (kinesiska: 外垟, 峰门乡) är en sockenhuvudort i Kina. Den ligger i provinsen Zhejiang, i den östra delen av landet, omkring 290 kilometer söder om provinshuvudstaden Hangzhou. Antalet invånare är 387. Befolkningen består av 174 kvinnor och 213 män. Barn under 15 år utgör 10,0 %, vuxna 15-64 år 60 %, och äldre över 65 år 28,0 %.
Runt Fengmen är det ganska tätbefolkat, med 134 invånare per kvadratkilometer. Närmaste större samhälle är Siqian, 8,0 km väster om Fengmen. I omgivningarna runt Fengmen växer i huvudsak blandskog.
Genomsnittlig årsnederbörd är 2 328 millimeter. Den regnigaste månaden är juni, med i genomsnitt 383 mm nederbörd, och den torraste är januari, med 67 mm nederbörd.